# Anthaxia baumiella
Anthaxia baumiella es una especie de escarabajo del género Anthaxia, familia Buprestidae. Fue descrita científicamente por Obenberger en 1939.